# Hoplosmia anceyi
Hoplosmia anceyi är en biart som först beskrevs av Pérez 1879. Den ingår i släktet taggmurarbin och familjen buksamlarbin.

## Underarter
Arten delas in i följande underarter:
- H. a. anceyi
- H. a. biarmica